# Fittstim
Fittstim är en nedsättande term för kvinnor i grupp. Uttrycket fick offentlig spridning 1992, men lär ha använts även innan dess.
Stig Malm använde ordet "fittstim" i anslutning till ett möte 1992 på LO:s huvudkontor i Stockholm. Malms egen berättelse är att en chaufför använde ordet under taxiresa omkring 1990 efter att Malm noterat Socialdemokratiska kvinnoförbundets ordförande Margareta Winberg på trottoaren. Han återberättade – under en kaffepaus i LO-borgen – historien enligt egen beskrivning "mest som en absurditet". Detta fick offentlig spridning och Malm anklagades för att ha en nedlåtande kvinnosyn, vilket han tillbakavisat.
De berörda kvinnorna med Winberg i spetsen initierade en debatt i början av maj 1992, där Malm avkrävdes en offentlig ursäkt. Mona Sahlin, socialdemokraternas partisekreterare, förklarade att alla med ett sådant språk förtjänade förakt och vänsterpartiledaren Gudrun Schyman kallade Malm för "pittpamp". Malm hävdade själv att det var hans chaufför som använt uttrycket och vägrade av integritetsskäl att röja namnet. Malm hade överlag ett ibland mustigt språk och använde på ett förstamajtal det då nyligen myntade ordet "finansvalp".
År 1999 utkom antologin Fittstim med texter av unga svenska feminister.